# Pierre Pierlot
Pour les articles homonymes, voir Pierlot.
Pierre Pierlot, né le 26 avril 1921 à Paris et mort le 9 janvier 2007 à Paris, est un hautboïste de musique classique français. Sa virtuosité, l'étendue de son répertoire et ses nombreuses collaborations musicales en font l'un des maîtres du hautbois français au XXe siècle.

## Biographie
Après des études musicales au Conservatoire de Valenciennes avec Gaston Longatte, Pierre Pierlot entre au conservatoire de Paris dans la classe de Louis Bleuzet et obtient en 1941 un premier prix de hautbois et de musique de chambre, dans la classe de Fernand Oubradous. Il a échappé de peu à une déportation en Allemagne. En 1949, il remporte le premier prix au concours international de Genève (il a été plusieurs fois membre du jury de ce concours) ainsi que ceux de Munich et Budapest.
En 1946, de son amitié avec le flûtiste Jean-Pierre Rampal naît le Quintette à vent français avec Jacques Lancelot à la clarinette, Gilbert Coursier au cor et Paul Hongne au basson. En 1951, Pierre Pierlot est cofondateur de l’Ensemble baroque de Paris avec Robert Veyron-Lacroix et Robert Gendre.
Après les Concerts Lamoureux où il crée la "Symphonie concertante" de Jacques Ibert, il entre à l’orchestre de l’Opéra-comique en 1947 jusqu'à sa fermeture en 1972, devenant hautbois solo de l'orchestre de l'Opéra national de Paris. Nommé professeur de musique de chambre en 1969 au conservatoire national supérieur de Paris, il prendra la suite en 1974 de la classe de hautbois d'Étienne Baudo jusqu'en 1986. Durant cette période 47 de ses élèves obtiennent le Premier Prix.

## Activité
Doté d'une virtuosité qui deviendra vite légendaire, Pierre Pierlot va rapidement retenir l'attention de Michel Garcin, directeur artistique de la maison Erato. Avec ce label, il participera à plus de 200 enregistrements en tant que concertiste, avec les chefs d'orchestre Jean-François Paillard et Claudio Scimone, ou avec son ami Jacques Chambon jouant le deuxième hautbois. En tant que musicien d'orchestre, il participe à l'enregistrement de nombreuses œuvres religieuses avec Fritz Werner (de), Karl Ristenpart et Stéphane Caillat. Ses activités de chambriste lui permettront d'enregistrer également plusieurs dizaines d'albums avec le Quintette à vent de Paris, avec l'Ensemble baroque de Paris, et en duo avec Robert Veyron-Lacroix. Dans une quarantaine d'enregistrements, il se retrouve également en compagnie du trompettiste Maurice André.
Reconnu dans le monde entier pour ses interprétations, il sera le dédicataire du concerto de Milhaud (1958) et du concerto de Martelli (1972). Aujourd'hui, ses enregistrements des concertos d'Antonio Vivaldi, de Tomaso Albinoni et autre Jean-Sébastien Bach restent toujours des références.
Son fils Philippe est flûtiste à l’Orchestre National de France.

## Enregistrements
Au total, Pierre Pierlot a assuré 241 enregistrements : un record pour un hautboïste.
- Intégrale des 12 Concertos  de Tomaso Albinoni pour 1 ou 2 hautbois (2e hautbois : Jacques Chambon), avec Claudio Scimone et I Solisti Veneti
- Intégrale des concertos de Vivaldi avec Claudio Scimone
- Trois intégrales des concertos brandebourgeois de Bach avec Redel, Ristenpart et Paillard
- Quantités de concertos de compositeurs italiens, français et allemands, avec une douzaine de chefs différents, J. F. Paillard étant le plus sollicité.
- Plus de 150 pièces de musique de chambre en duo, trio, quatuor ou quintette
- Participation à l'enregistrement d'une cinquantaine de cantates et des passions de Bach, en particulier avec Fritz Werner.